# Колкомерка
Колкомерка — деревня в Пестречинском районе Татарстана. Входит в состав Кряш-Сердинского сельского поселения.

## География
Находится в северо-западной части Татарстана на расстоянии приблизительно 19 км на восток по прямой от районного центра села Пестрецы у речки Мёша.

## История
Известна с 1621 года. В начале XX века действовала церковно-приходская школа. Относится к числу населенных пунктов, где проживают кряшены.

## Население
Постоянных жителей было: в 1782 — 88 душ мужского пола, в 1859—304, в 1897—467, в 1908—533, в 1920—564, в 1926—440, в 1949—361, в 1958—370, в 1970—314, в 1979—235, в 1989—154, в 2002—118 (татары 97 %, фактически кряшены), 108 в 2010.